# Holiday (Florida)
Holiday es un lugar designado por el censo ubicado en el condado de Pasco en el estado estadounidense de Florida. En el Censo de 2010 tenía una población de 22.403 habitantes y una densidad poblacional de 1.516,72 personas por km².

## Geografía
Holiday se encuentra ubicado en las coordenadas 28°11′10″N 82°44′33″O / 28.18611, -82.74250. Según la Oficina del Censo de los Estados Unidos, Holiday tiene una superficie total de 14.77 km², de la cual 13.92 km² corresponden a tierra firme y (5.77%) 0.85 km² es agua.

## Demografía
Según el censo de 2010, había 22.403 personas residiendo en Holiday. La densidad de población era de 1.516,72 hab./km². De los 22.403 habitantes, Holiday estaba compuesto por el 89.46% blancos, el 4.11% eran afroamericanos, el 0.51% eran amerindios, el 1.38% eran asiáticos, el 0.02% eran isleños del Pacífico, el 2.16% eran de otras razas y el 2.35% pertenecían a dos o más razas. Del total de la población el 10% eran hispanos o latinos de cualquier raza.